# Europese weg 846
De Europese Weg 846 of E846 is een weg die uitsluitend door Italië loopt.
Deze weg vormt een verbindingsweg tussen de E45 nabij Cosenza en de E90 bij Crotone.